# 岡田小八郎 (6代)
岡田 小八郎 (6代)（おかだ こはちろう (ろくだい)、嘉永元年（1848年）頃 - 明治34年（1901年）12月）は、「岡田八十次」家の分家当主で明治維新期の近江商人。維新混乱期に家政を立て直すべく奮闘した。屋号は本家と同じく松前屋。

## 生涯
「岡田小八郎」家は、岡田八十次家第五代当主弥三右衛門秀悦により弟玄慶（法号、諱は治與）を分家し建てた。6代目小八郎は5代小八郎政徳（幼名與吉、通称元太郎）の次男として、嘉永元年（1848年）頃、近江国蒲生郡八幡（現滋賀県近江八幡市）に生まれ、諱は政祺と言った。元治元年（1864年）、16歳で家督を継いだが、父5代小八郎（隠居名八十八）が後見についた。6代目が家督を継いだ頃の小八郎家は、本家「岡田八十次」家をも凌ぎ、名古屋の店は呉服・畳表・蚊帳等を取り扱い、松坂屋・十一屋・大丸屋といった大店を抑え、群を抜く地位にあった。尾張藩より名字帯刀を許され、同藩御用達商人であった。
小八郎政祺6代目襲名の3年後慶応3年10月（1867年11月）、江戸幕府第15代将軍徳川慶喜は大政奉還を行い、翌年戊辰戦争が起きた。財源が枯渇している新政府からは、戊辰戦争のための軍用金を始めとして様々な形での上納金の要求があり、その要求は徐々に過酷を極めていった。また、大津商事設立など政府や県の肝煎り事業に対して、要請に応じ出資（大津商事には1万両）を行ったが、早々にとん挫する事業が多かった。加えて何よりも、小八郎家は尾張藩や同藩支藩の高須藩等に対して多額の大名貸を行っていたが、明治4年（1871年）7月の廃藩置県により大名貸に係る貸し金回収は全く絶望的な状況に陥ってしまった。
この様な状況下、6代小八郎の妻須賀が急逝した。公私に様々なことが起きる中、当主小八郎政祺と隠居八十八政徳は連夜協議を行い、明治12年（1879年）10月、両名連名で一族・家人に対して「告諭書」を発した。内容は「創業来の歴史を述べ、金融業を廃止し商売一途に進み、新規事業に打開を求める」というもので、併せて「必ず後栄の時が来て喜びにあふれるだろうが、今は危急存亡の時であり、今日から衣食住共に思い切って節約を行い、後年の回復を謀るために5カ年辛抱をしよう。そのために住み慣れた本家を売り、先祖代々の家具を売り、情を断って断然なる改革を行う。奉公人もこの意を体し共に尽力して欲しい。」悲壮な決意が述べられていた。
告諭書通りに、6代小八郎政祺は家運を掛け、近江八幡の本宅から諸道具・田畑一切を売り払い、大阪店も亡き妻の父正野玄三に売却した。名古屋においては、熱田店を閉め名古屋店の大改革を行った。しかし、資金力豊かな競合店との競争から業績の大幅な回復は得られず、明治20年（1887年）小八郎家を代表する名古屋店は、初代小八郎玄慶による享保15年（1730年）創業以来157年にして閉店となった。名古屋閉店を見届けた父・八十八政徳は翌明治21年（1888年）に死去した。
その後も、6代小八郎政祺は事業展開策を練り、海外進出・外国貿易に目を向け、北アメリカ大陸への社員派遣、ハワイへの国産品輸出、サンフランシスコへの食料品店開設などの事業を行うが、いずれも成功を収めることはできず、明治23年（1890年）最後の砦であった京都三条店を閉めた。明治31年（1898年）後妻歌も亡くなり、明治34年（1901年）12月6代小八郎政祺も京都府立病院において死去した。まさしく時代に翻弄された生涯であった。